# توربوپاز
توربوپاز (به انگلیسی: Turbopause) نشانهٔ ارتفاع میان فضای بیرونی و جو زمین است که آشفتگی در آن غالب است. توربوپاز هم‌مرز با مزوپاز (مرز میان مزوسفر و ترموسفر) است که در ارتفاع حدود ۱۰۰ کیلومتری بالای زمین واقع شده‌است.